# Großröda
Großröda is een ortsteil van de gemeente Starkenberg in de Duitse deelstaat Thüringen. Tot 31 december 2011 was het dorp een zelfstandige gemeente.